# وش (مظرف يونكس)
ويش (wish) وهي أختصار لويندوز شيل (Windowing Shell) هي سكربت بسيطة أو شل يونكس تفاعلية لنظام ويندوز X ونظام OS X من أبل ويوفر للمستخدمين القدرة على السيطرة على واجهة المستخدم الرسومية ومكونات عبر أدوات Tk toolkit، ويمكن الاستفادة من لغة برمجة تي سي إل (Tcl).
ويش مفتوحة المصدر وحاليا جزء من برمجة Tcl/Tk.